# Chartres-de-Bretagne
Chartres-de-Bretagne är en kommun i departementet Ille-et-Vilaine i regionen Bretagne i nordvästra Frankrike. Kommunen ligger i kantonen Bruz som tillhör arrondissementet Rennes. År 2022 hade Chartres-de-Bretagne 8 678 invånare.

## Befolkningsutveckling
Antalet invånare i kommunen Chartres-de-Bretagne
Referens:INSEE